# Lille Klaus og store Klaus
 For alternative betydninger, se Lille Claus og store Claus.
Lille Klaus og store Klaus er en film instrueret af Elith Reumert. Filmens handling er baseret på H.C. Andersens eventyr af samme navn. 
Blandt de medvirkende er bl.a. Robert Storm Petersen i rollen som kusk. 
Filmen blev distribueret i Sverige under navnet Lill Klas och Stor Klas